# 超廣角鏡頭

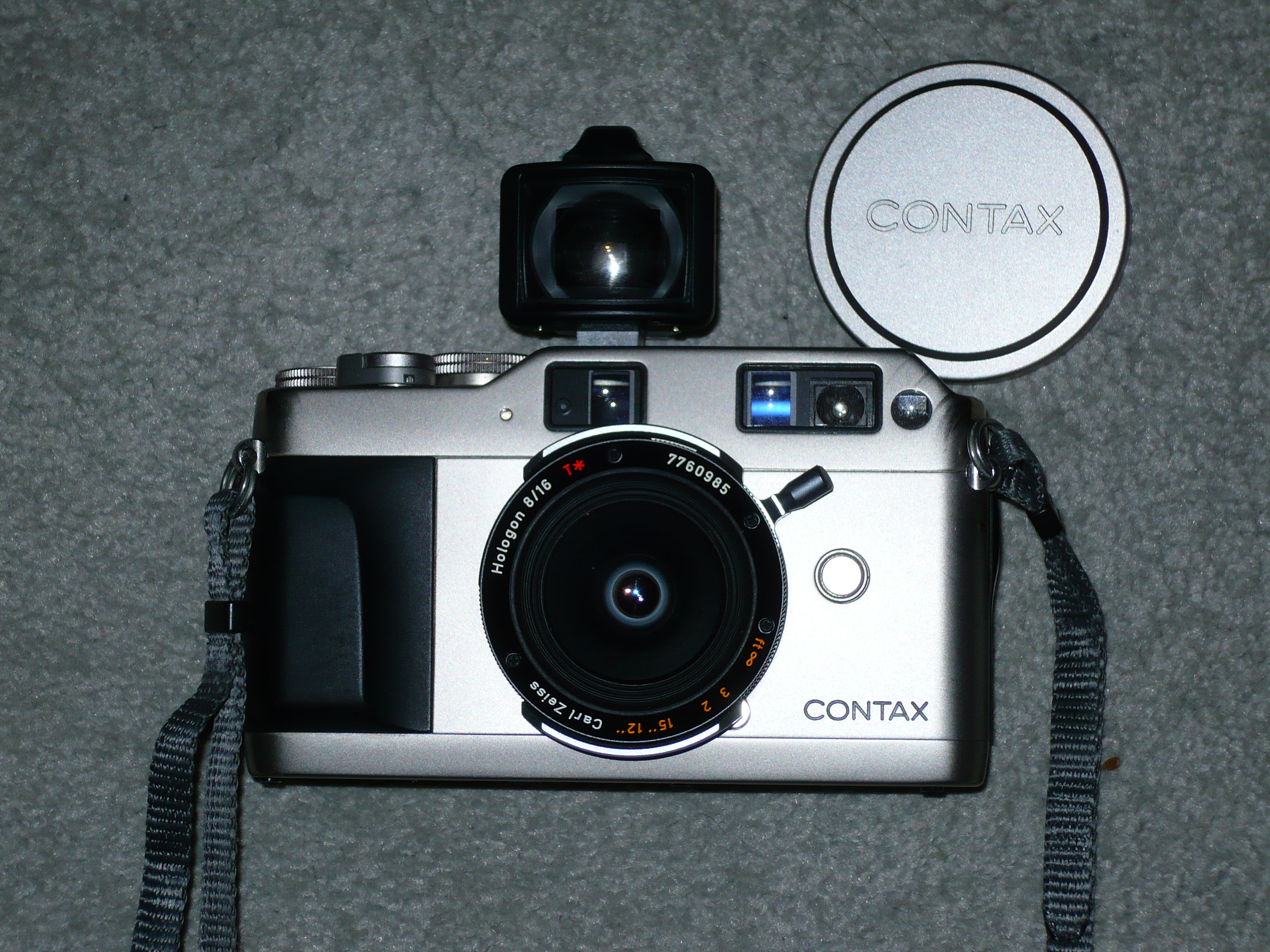
CONTAX G HOLOGON CAMERA WITH LENS/蔡司16毫米 F8 超廣角鏡頭 HOLOGON

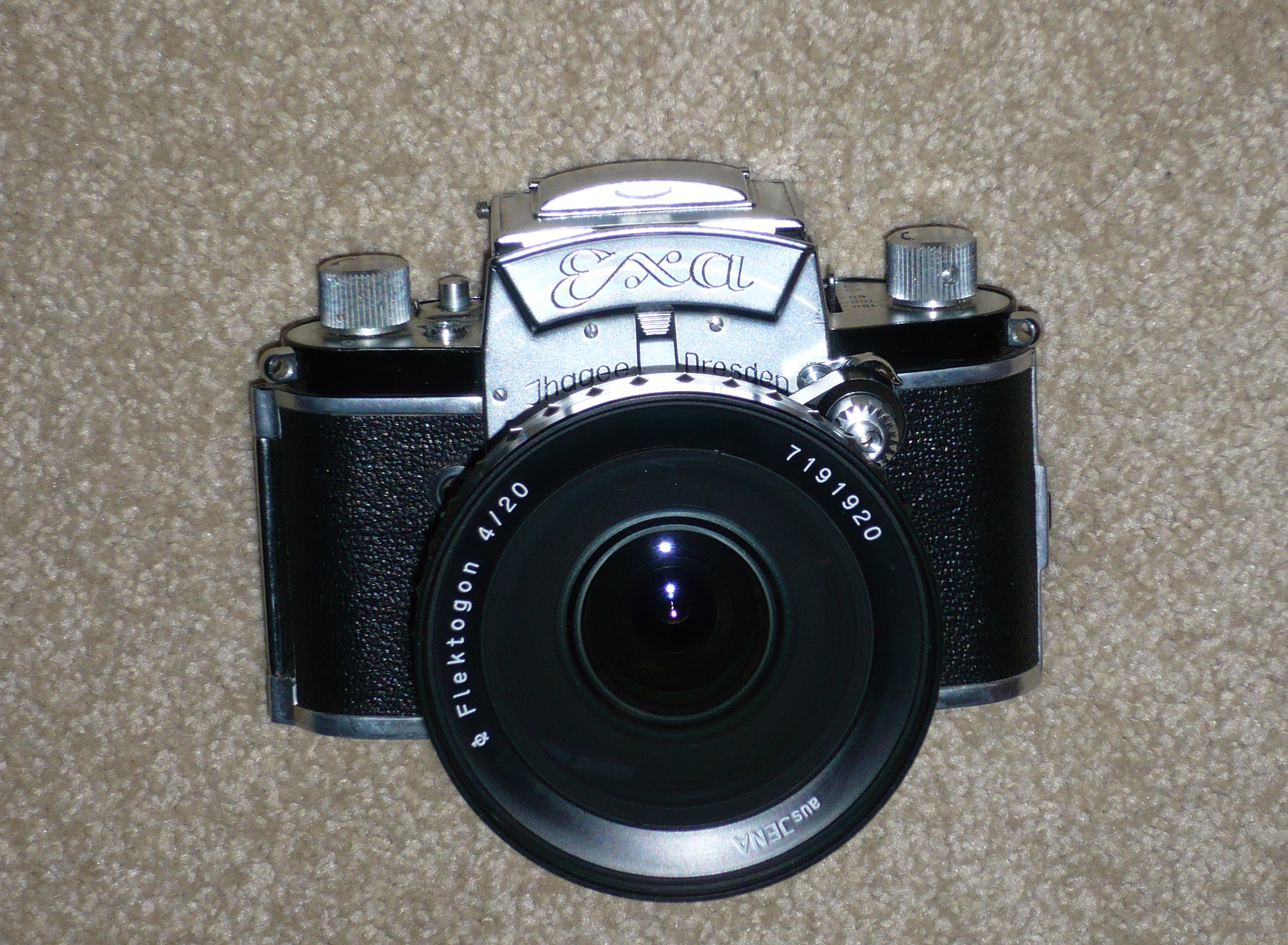
CZJ Flektogon 20mm /4 蔡司20毫米超广角镜头

超廣角鏡頭是指能攝取比廣角鏡更闊的鏡頭，但不是魚眼鏡，一般焦距為12mm-24mm（135制式）。現時最廣的非魚眼鏡頭是Venus Optics （页面存档备份，存于）的老蛙9mm f/5.6 FF RL （页面存档备份，存于）全畫幅鏡頭。
其視角非常廣闊，景深較長，通常被攝影師用於拍攝風景照片，亦會用於拍攝近景以表現遼闊之透視效果，唯需注意主體置於左右兩方時之變形，以免出現不協調情況。